# Eide (Agder)
Eide  is een klein dorp en een voormalige gemeente in fylke Agder in het zuiden van Noorwegen. Het dorp en het grootste deel van de voormalige gemeente maakt tegenwoordig deel uit van de gemeente Grimstad, een klein deel van de voormalige gemeente werd in 1961 bij Lillesand gevoegd. Eide ligt vrijwel aan zee, in het uiterste zuiden van de gemeente. Het heeft een houten kruiskerk uit 1795.